# Aloe camperi
Aloe camperi (укр. Алое Кампері, Schweinf.) — сукулентна рослина роду алое.
Видова назва дана на честь Манфредо Кампері англ. Manfredo Camperi, який проживав в Еритреї.

## Морфологічні ознаки

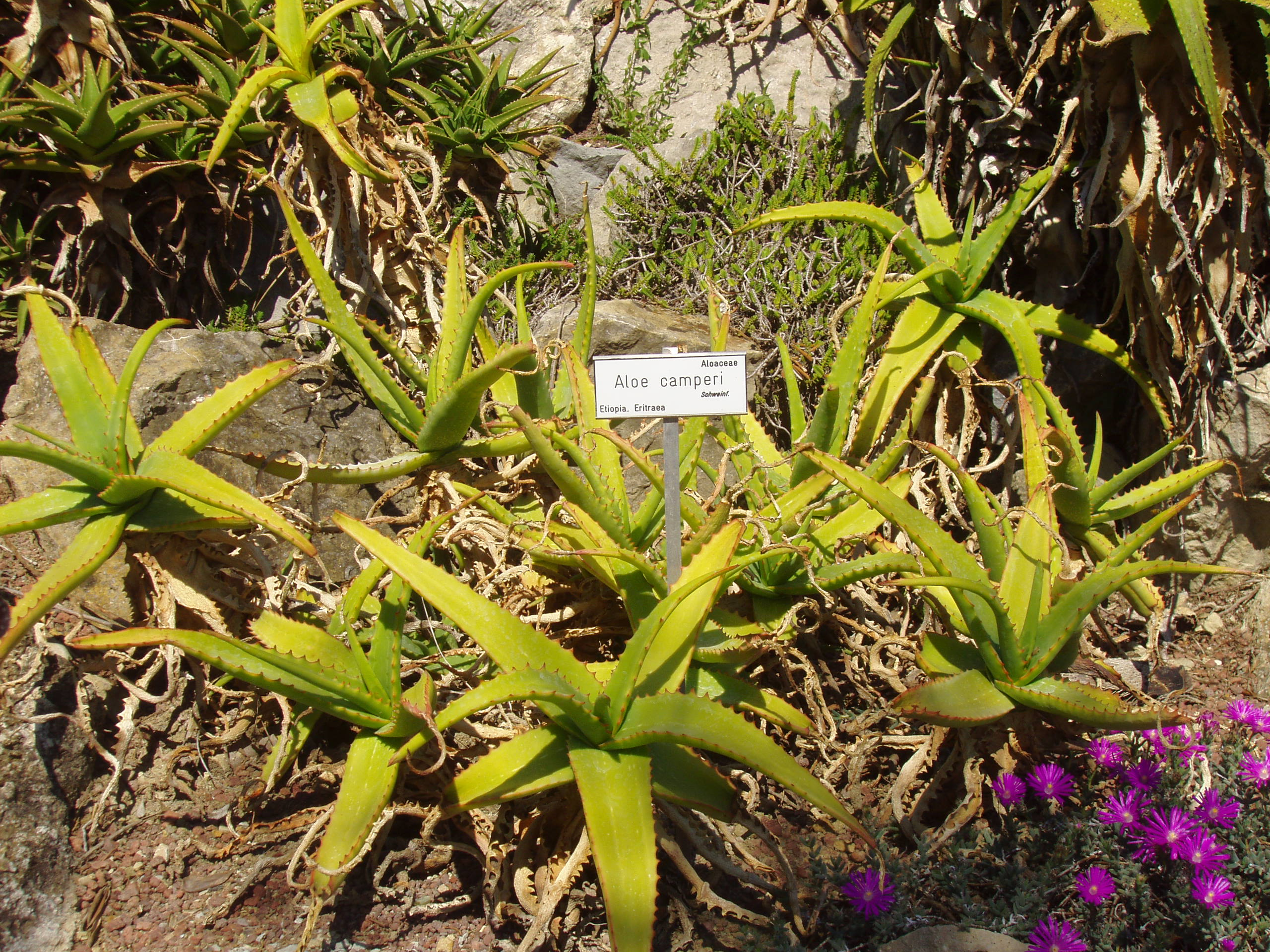
Aloe camperi в Ботанічних садах Ганбурі, Італія

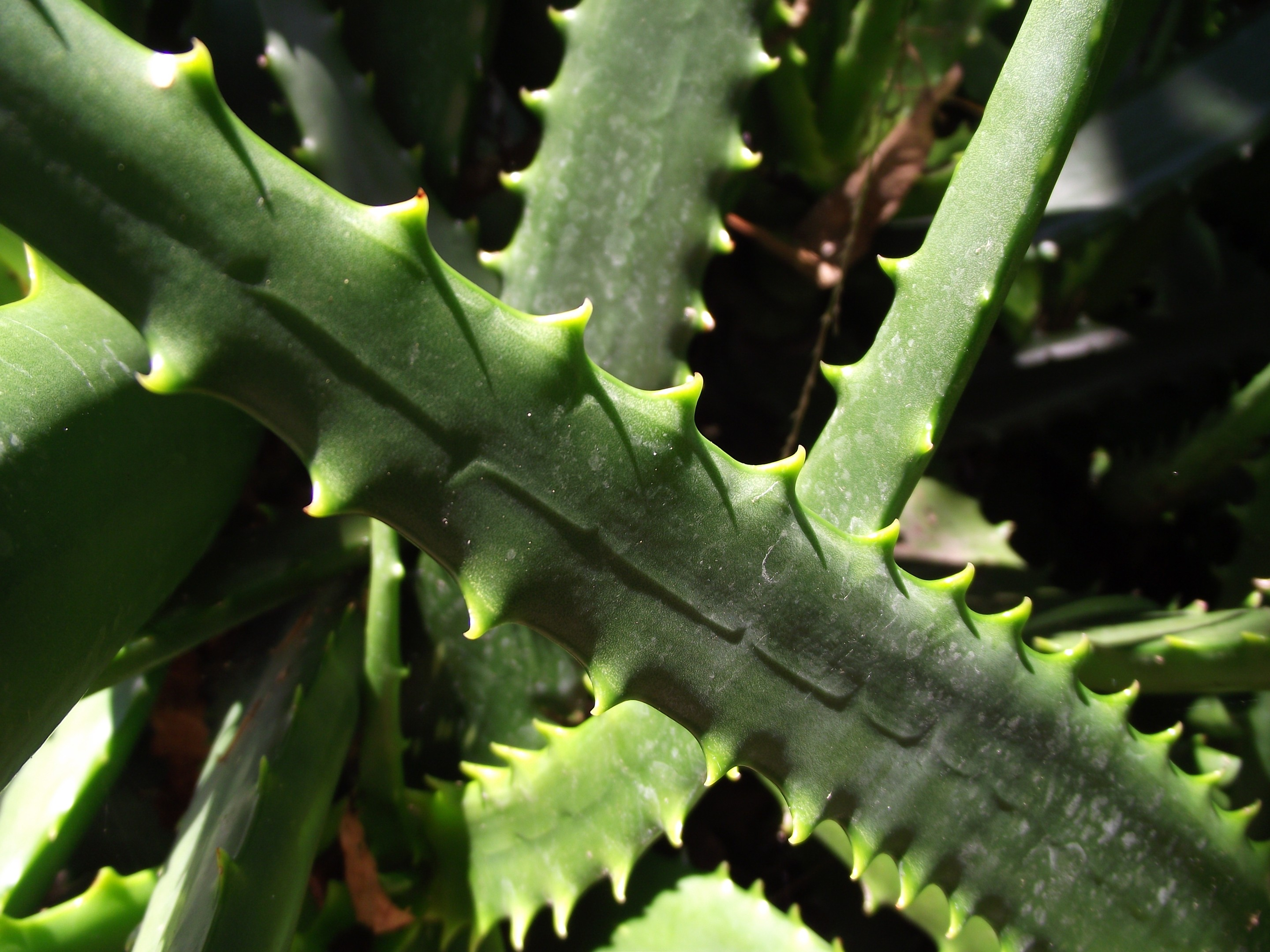
Листя Aloe camperi

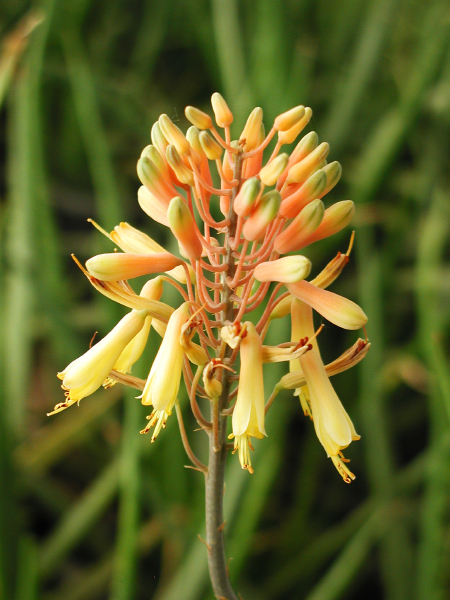
Квіти Aloe camperi

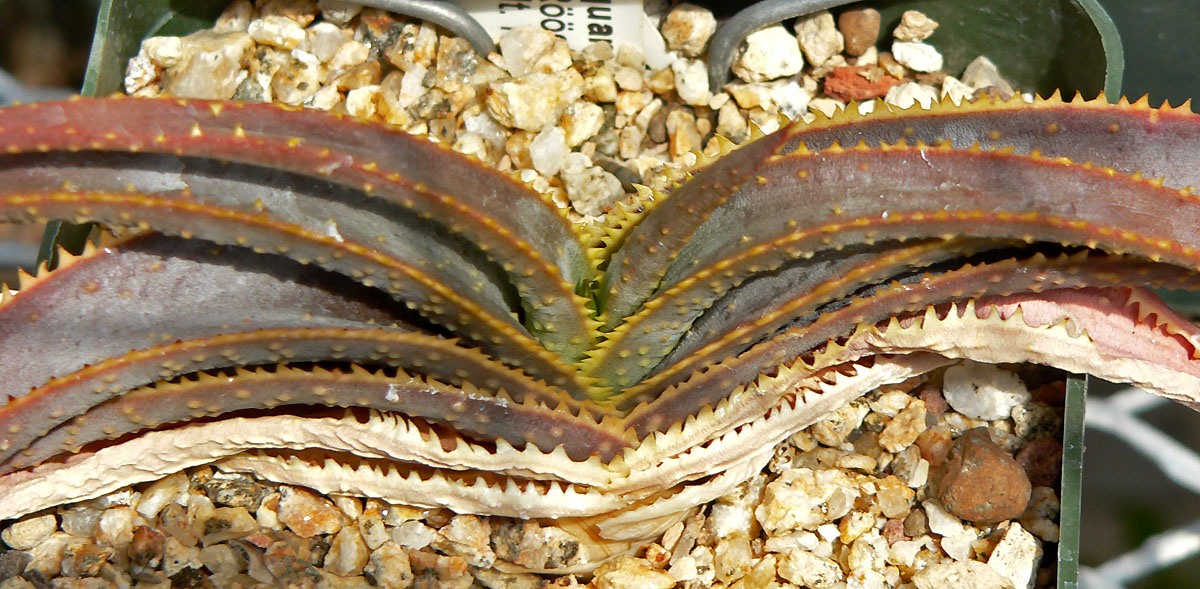
Aloe camperi var. rugosquamosa

Багаторічна рослина висотою 40-50 см. Листя мечоподібні, 40-60 см завдовжки і 4-7 см шириною, дуговидно вигнуті, опуклі в нижній частині, глянсуваті, зелені з обох сторін, по краях з міцними зубцями. Квітконіс 1-2 м заввишки, розгалужений; кисті 8-15 см завдовжки. Квітки до 2 см довжиною, жовті, оранжево-жовті. Цвіте в квітні-червні.

## Місця зростання
Росте в саванах на скелястих схилах гір і на плато в Судані, Ефіопії.

## Умови утримання
Утримувати на повному сонці або в легкій тіні. Мінімальна температура утримання — + 10 °C. Переносить короткочасні пониження температури до -2°C.